# Umm al-Keif
Umm al-Keif (tiếng Ả Rập: أم الكيف), còn được gọi là Timar (تيمر), là một ngôi làng gần Tell Tamer ở phía tây tỉnh al-Hasakah, đông bắc Syria. Về mặt hành chính, nó thuộc về Nahiya Tell Tamer.
Ngôi làng có người Assyria thuộc Giáo hội Assyria ở phía Đông và Ả Rập. Tại cuộc điều tra dân số năm 2004, nó có dân số 1.072.